# 永年区
永年区（えいねん-く）は中華人民共和国河北省邯鄲市に位置する市轄区。

## 歴史
前漢により設置された広年県を前身とする。601年（仁寿元年）、隋朝により太子である楊広を避諱ために永年県と改称された。2016年9月に市轄区の永年区に改編された。
広府鎮は楊式太極拳、武式太極拳の発祥地。

## 行政区画
- 鎮:臨洺関鎮、大北汪鎮、張西堡鎮、広府鎮、永合会鎮、劉営鎮、西蘇鎮、講武鎮、東楊荘鎮
- 郷:界河店郷、劉漢郷、正西郷、曲陌郷、辛荘堡郷、小竜馬郷、西河荘郷、西陽城郷